# Хроника Ирландии

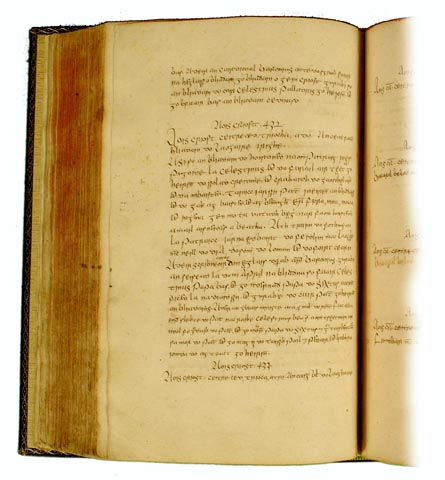
Запись о событиях 432 года в «Анналах четырёх мастеров», возможно, заимствованная из «Хроники Ирландии»

Хроника Ирландии — условное название несохранившегося исторического источника об Ирландии 431/432—911 годов.
В результате текстологического анализа ирландских анналов было установлено, что в некоторых из них часть записей о событиях до начала X века схожа между собой. Подобные совпадения выявлены в «Анналах Инишфаллена», «Анналах Ульстера», «Хронике скоттов», «Анналах Клонмакнойса», «Анналах Тигернаха», «Анналах Роскрея», «Анналах Бойла», «Анналах четырёх мастеров» и «Фрагментарных анналах Ирландии». На этом основании был сделан вывод, что ранняя часть этих анналов основывалась на каком-то несохранившемся протографе. Этот исторический источник получил название «Хроника Ирландии». Впервые такое название для этого труда использовал Дж. Мак Ниокайлл. Возможный текст «Хроники Ирландии» реконструируется по дошедшим до нашего времени анналам. Их сопоставление свидетельствует, что в ней описывались события с 431 или 432 года по 911 год включительно. Так как хроника неоднократно подвергалась переработке позднейшими авторами, её оригинальный текст не может быть восстановлен дословно. Предполагается, что наибольшее количество заимствованного из «Хроники Ирландии» материала содержится в так называемой «клонмакнойсской группе» ирландских анналов, в которую входят «Анналы Тигернаха», «Хроника скоттов» и «Анналы Клонмакнойса».
Ничего точно неизвестно ни о месте создания, ни об авторах «Хроники Ирландии». Вероятно, она была компиляцией оригинальных записей и заимствованной из других письменных источников информации. «Хроника Ирландии» писалась продолжительное время разными авторами в нескольких местах. Предполагается, что записи о многих событиях вносились в хронику сразу же после того, как о них становилось известно её составителю. Одним из первых авторов, внёсших значительный вклад в создание «Хроники Ирландии», возможно, был святой Колумба. Вскоре после 563 года он работал в монастыре на острове Айона, создав здесь труд, получивший условное название «Хроника Айоны». После его смерти монахи этой обители вели хронику приблизительно до 740 года. За это время она претерпела несколько редакций, известных по использованию различных вариантов текста хроники в таких источниках, как сочинения Беды Достопочтенного и «Анналы Камбрии». Этот труд утрачен, но его содержание и этапы создания были восстановлены путём сопоставления более поздних источников (в первую очередь — ирландских анналов). Вскоре после 740 года по неизвестным причинам рукопись «Хроники Айоны» была доставлена в монастырь в Бангоре и дополнена сведениями из несохранившейся до нашего времени «Бангорской хроники». Тогда, в основном, в текст были добавлены записи о ранней истории Ульстера. Позднее «Хроника Ирландии» была перенесена из Бангора в какой-то другой монастырь: более вероятно, что в аббатство в Клонарде, или, с меньшей уверенностью, в аббатство в Арме. Здесь хроника была ещё раз переработана путём включения в неё других ирландских анналов. Ни один из этих источников не сохранился, но предполагается, что это были местные анналы Уи Нейллов, Лисморского и Клонмакнойсского аббатств. Из них в «Хронику Ирландии» были внесены данные о монастыре в Арме, легенда о святом Патрике, а также материалы об истории королевств Миде, Лейнстер и Ульстер. Этот этап создания «Хроники Ирландии» продолжался до 911 года.
По всей видимости, наиболее ранние записи в «Хронике Ирландии» были очень кратки и редко превышали упоминания об одном или двух событиях за год. Значительное число записей посвящалось смертям значимых для составителей хроники персон: как церковных деятелей, так и светских властителей. Также упоминалось о различных астрономических явлениях (например, о солнечном затмении 29 июня 512 года). После 800 года большое внимание в «Хронике Ирландии» стало уделяться деятельности викингов. В хронике содержались сведения не только о событиях в Ирландии, но и в Британии.
Вероятно, в «Хронике Ирландии» использовался юлианский календарь, по которому год начинался с 1 января. Эта лучше всего выявляемая в «Анналах Тигернаха» и «Хронике скоттов» система позволяла достаточно точно для своего времени датировать происходившие события. Позднейшие переписчики (например, создатели «Анналов Ульстера», «Анналов Инишфаллена» и особенно «Хроники четырёх мастеров») часто по своему усмотрению относили заимствованные из «Хроники Ирландии» записи к датам, отличавшимся от указанных в протографе. Однако там, где эти сведения могут быть проверены, хронологические данные «Хроники Ирландии» о событиях VIII и IX веков более точны, чем современные им данные источников из Британии (в том числе, даты «Англосаксонской хроники»).
Предполагается, что по каким-то неизвестным причинам приблизительно в 913 году одновременно несколько копий «Хроники Ирландии» были разосланы из Клонарда или Армы в другие монастыри острова. Одним из таких монастырей было аббатство в Клонмакнойсе, где в разное время сведения из «Хроники Ирландии» использовались в «Анналах Тигернаха», «Хронике скоттов», «Анналах Инишфаллена» и «Анналах Клонмакнойса». Другим монастырём — Арма, где были созданы «Анналы Ульстера». В каждом из них «Хроника Ирландии» была дополнена сведениями из более ранних местных документов, став основой для большинства позднейших ирландских анналов.
Мнение о реальности существования и этапах формирования композиции «Хроники Ирландии» поддерживается многими медиевистами. Однако также существуют авторы, которые скептически относятся к такой точке зрения. Эта группа исследователей считает, что доказательства существования «Хроники Ирландии» основываются на слишком многих для научной теории предположениях, и что для формирования того корпуса ирландских анналов, который дошёл до нашего времени, совсем не обязателен какой-нибудь общий исторический источник.

## Издания
- Charles-Edwards T. M. The Chronicle of Ireland. — Liverpool: Liverpool University Press, 2006. — Vol. 1 & 2. — 512 p. — ISBN 978-0-85323-959-2.